# Graffiti6
Graffiti6 is een pop/rockduo, bestaande uit Jamie Scott en TommyD, dat in 2009 in Londen werd gevormd. Het duo is in Nederland bekend geworden door hun nummers Stare Into the Sun en Annie You Save Me.
In 2011 stond Graffiti6 op Pinkpop, Parkpop en Lowlands.
Daarnaast verzorgde de band verschillende optredens in poppodia in Nederland.

## Discografie

### Albums
| Album met eventuele hitnotering(en) in de Nederlandse Album Top 100 | Datum van verschijnen | Datum van binnenkomst | Hoogste positie | Aantal weken | Opmerkingen |
| ------------------------------------------------------------------- | --------------------- | --------------------- | --------------- | ------------ | ----------- |
| Colours                                                             | 24-09-2010            | 02-10-2010            | 32              | 10           |             |

### Singles
| Single met eventuele hitnotering(en) in de Nederlandse Top 40 | Datum van verschijnen | Datum van binnenkomst | Hoogste positie | Aantal weken | Opmerkingen                 |
| ------------------------------------------------------------- | --------------------- | --------------------- | --------------- | ------------ | --------------------------- |
| Stare Into the Sun                                            | 31-05-2010            | 12-06-2010            | 27              | 4            | Nr. 27 in de Single Top 100 |
| Annie You Save Me                                             | 13-09-2010            | -                     |                 |              | Nr. 90 in de Single Top 100 |
| Starlight                                                     | 2011                  | 15-01-2011            | tip11           | -            |                             |
| Free                                                          | 30-07-2012            | 18-08-2012            | tip16           | -            |                             |

| Single met hitnotering(en) in de Vlaamse Ultratop 50 | Datum van verschijnen | Datum van binnenkomst | Hoogste positie | Aantal weken | Opmerkingen |
| ---------------------------------------------------- | --------------------- | --------------------- | --------------- | ------------ | ----------- |
| Stare Into the Sun                                   | 2010                  | 07-08-2010            | tip16           | -            |             |
| Free                                                 | 2012                  | 18-08-2012            | tip53           | -            |             |

## Bezetting
- Jamie Scott - zang, gitaar, keyboards
- TommyD - gitaar, zang
- Pete Cherry - basgitaar, zang
- Leonn Meade - drums
- Joe Glossop - keyboards